# Juergen Teller (Fotograf)

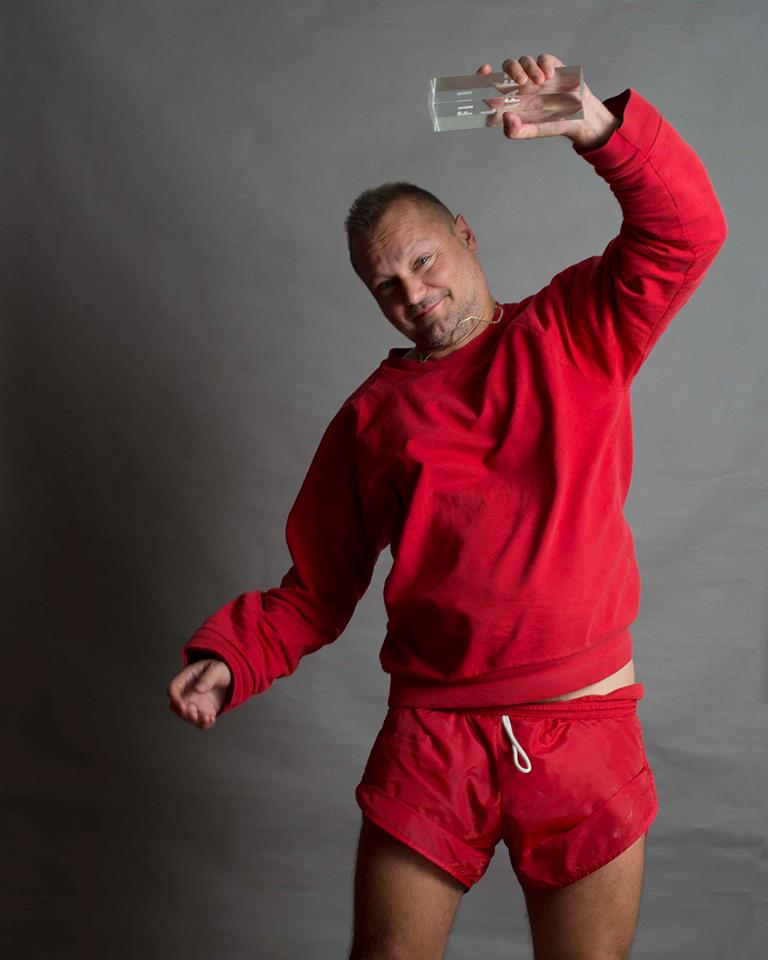
Juergen Teller (2013)

Juergen Teller (* 1964 in Erlangen) ist ein deutscher Fotograf.

## Leben
Teller, der einer Geigenbauerfamilie entstammt, wuchs in Bubenreuth bei Erlangen auf und begann nach der Schule eine Bogenmacherlehre, die er jedoch aufgrund einer Stauballergie abbrach. Von 1984 bis 1986 studierte er an der Fachakademie für Fotodesign in München. Im September 1986 zog er, um der Wehrpflicht zu entgehen, nach London, wo er seitdem lebt und arbeitet. Durch den Fotografen Nick Knight kam er bald an Aufträge aus der Musikbranche und porträtierte Musiker wie die Cocteau Twins, Sinéad O’Connor und Morrissey für Plattencover. Ende der 80er Jahre begann Teller für Zeitgeist- und Modemagazine wie i-D, The Face und Arena zu fotografieren.
Er lernte die Stylistin Venetia Scott kennen, mit der er häufig zusammenarbeitete. Zusammen haben sie eine Tochter. Von 2003 bis 2018 war er mit der Kunsthändlerin Sadie Coles, Leiterin der Galerie Sadie Coles HQ, verheiratet. Mit ihr hat er einen Sohn. 2021 heiratete er seine 1982 in Kaunas geborene Mitarbeiterin Dovile Drizyte. Mit ihr hat er eine Tochter, Iggy Teller.
Im Jahr 1991 bekam er die Gelegenheit, die noch unbekannte Band Nirvana auf ihrer Nevermind-Tour zu begleiten. Seine Porträts von Kurt Cobain wurden später berühmt.
Kennzeichnend für die Ästhetik seiner Arbeiten ist die gnadenlose Demaskierung von Scheinwelten und autobiografisch intime Darstellung von Motiven.
Die 1996 im Auftrag des SZ-Magazins entstandene Fotoserie Versace-Heart, die in ungeschönten, quasidokumentarischen Aktaufnahmen des Models Kristen McMenamy die körperlichen Strapazen wiedergibt, die ein Mannequin bei der Arbeit an einer Modepräsentation durchzustehen hat, machte Teller endgültig zu einem der Stars der zeitgenössischen Fotografie. Auch in vielen anderen seiner Bilder entwickelt er die Idee einer unperfekten Schönheit; Supermodels werden nicht wie üblich perfekt stilisiert, sondern z. B. ungeschminkt, mit sichtbaren Hautunreinheiten und Narben oder in vordergründig ungeschickten Posen gezeigt. In den 1990er Jahren revolutionierte er die Modeszene und arbeitet seitdem für zahlreiche namhafte Labels. Seine Bilder sind oft stark autobiographisch geprägt, manche Werke wie z. B. Märchenstüberl zeigen seine Auseinandersetzung mit seiner Jugend und seiner Heimat.

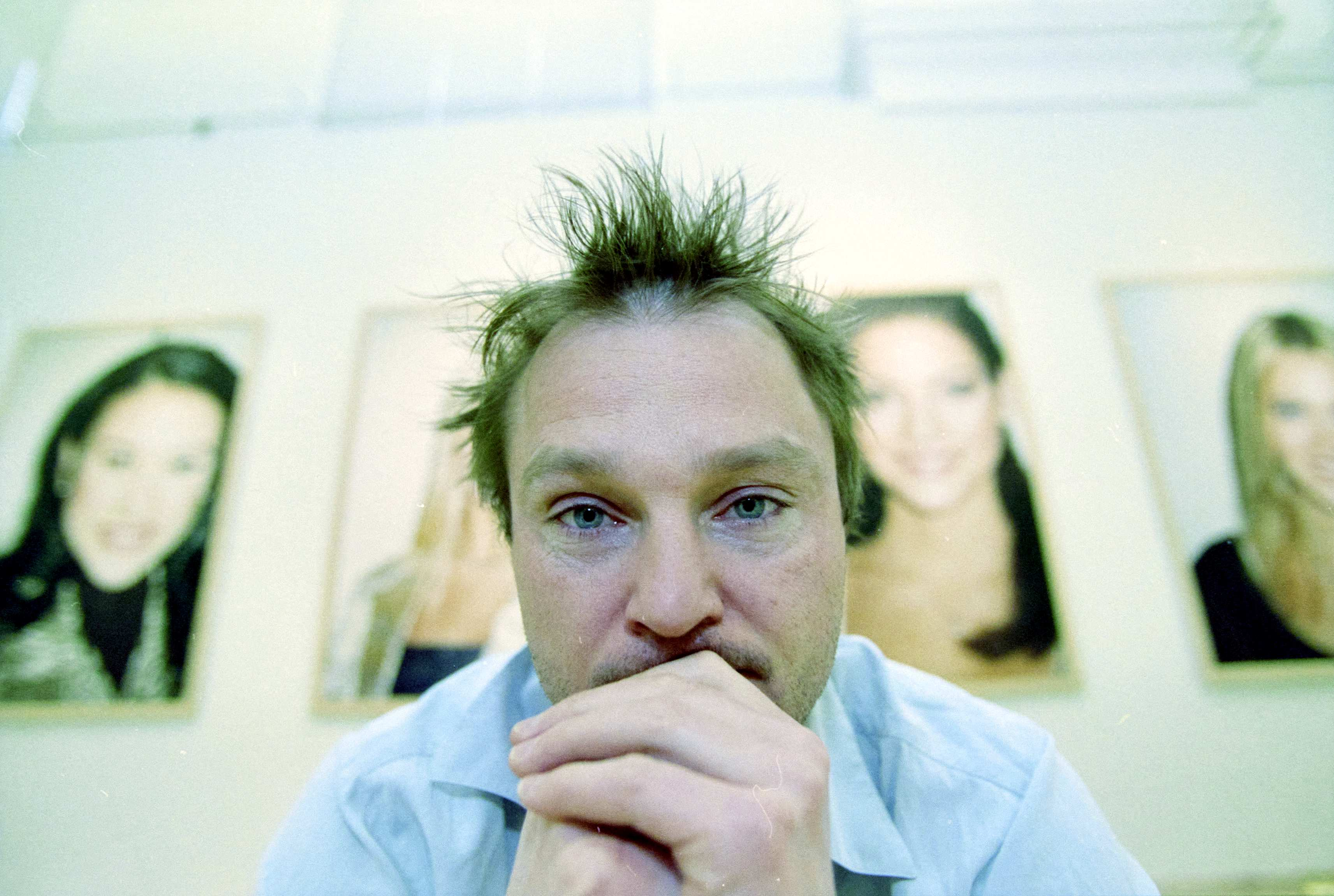
Teller in Haarlem, 2003

Weitere Prominente, die Teller porträtierte, sind die Supermodels Kate Moss und Linda Evangelista und die Musikerinnen Courtney Love, Björk, PJ Harvey, und Patti Smith. 2004 hat er für Strenesse Boris Becker und Claudia Schiffer in Szene gesetzt. Für das Auktionshaus Phillips de Pury & Company, dessen Advisory Board er angehört, erstellte er für die Auktion Magnificient Jewels 2005 einen Katalog; dabei fotografierte er Mitglieder seiner Familie aus dem mittelfränkischen Bubenreuth auf komische Art und Weise.
Seit Ende der 1990er Jahre erscheinen Tellers Bücher im Göttinger Steidl Verlag.
Von 2014 bis 2019 war er Professor für Fotografie an der Akademie der Bildenden Künste Nürnberg.
Juergen Teller arbeitet mit der Galerie Contemporary Fine Arts Berlin.

## Werke

### Einzelwerke
- Juergen Teller. Taschen Verlag, Köln 1996, ISBN 3-8228-8310-7
- Mit Michael Rutschky: Der verborgene Brecht. Ein Berliner Stadtrundgang. Scalo 1998, ISBN 3-931141-71-3
- Go-Sees. Scalo 1999
- Tracht. Lehmann Maupin 2001
- More. Steidl, Göttingen 2002
- Märchenstüberl. Ausstellungskatalog, Steidl 2002
- Zwei Schäuferle mit Kloß und eine Kinderportion Schnitzel mit Pommes Frites. Steidl, 2003
- Mit Charlotte Rampling: Louis XV. Steidl 2004
- Nackig auf dem Fußballplatz. Steidl 2004
- The Master. Steidl 2005
- Louis XV (zusammen mit Charlotte Rampling), Steidl 2005
- Nürnberg. Steidl 2004
- Ohne Titel (zusammen mit: Cindy Sherman, Marc Jacobs). Steidl 2006
- Do you know what I mean. Katalog zur gleichnamigen Ausstellung, Actes-Sud / Thames & Hudson 2006
- Vivienne Westwood, Steidl 2008
- Election Day, Steidl 2009
- Marc Jacobs – Advertising 1998–2009, Steidl 2009
- The Master 2, Steidl 2010
- The Master: v.2, Steidl 2010
- The Master 3: v.3, Steidl 2010
- Deste Fashion Collection, Steidl 2010
- Zimmermann, Steidl 2010
- The Keys to the House, Steidl 2012
- Siegerflieger. Steidl, 2014
- Enjoy your life! Mit dem Teller nach Bonn. Steidl, 2016
- Handbags. Steidl, 2019
- The Master IV. Steidl, 2019
- 50 Times Bonami and Obrist by Teller. (zusammen mit Francesco Bonami). Steidl, 2019
- Plumtree Court. Steidl, 2020
- More Handbags. Steidl, 2023
- Auschwitz Birkenau. Steidl 2025

### Plattencover (Auswahl)
- Kylie Minogue: Album Let’s get to it (1991)
- Björk: US-Version der Single Big Time Sensuality (1993)
- Elton John: Ain’t Nothing Like The Real Thing (mit Marcella Detroit, 1994); Wonderful Crazy Night (2016)
- New Order: Get Ready (Album, 2001), 60 Miles an Hour (Single daraus) – eine Aufnahme von Nicolette Krebitz
- sowie: Elastica, Hole, Cocteau Twins, Sinead O’ Connor, Everything but the Girl, Scritti Politti, Stereo MCs, PM Dawn, Terry Hall, Herbert Grönemeyer, Babaa Maal, Richie Rich, Neneh Cherry, Soul II Soul, Texas, Supergrass, Terranova, DJ Shadow, Fischerspooner

### Werbekampagnen (Überblick)
- Strenesse, u. a. 2004 mit Boris Becker und Claudia Schiffer
- Anna Molinari, Blumarine, Miu Miu, Comme des Garcons, Helmut Lang, Hugo Boss, Katharine Hamnett, Jigsaw, Yves Saint Laurent, Calvin Klein, „Eternity“ Commercials, Alberto Biani and Alessandro Dell' Aqua, Zucca, Marc Jacobs, Marc, Stussy, Shisedo, Louis Vuitton, Amex, Matsuda, Toyota, Calvin Klein Perfume, Rolex, Microsoft, Italian Telecom, Ungaro, Marc Jacobs Perfume, Adidas.

### Filmprojekte (Überblick)
- Video Go-Sees, 2001
- Werbefilm für Eternity (Calvin Klein), 2001 und 1996
- World Cup Final Germany vs. Brazil 0 – 2, 2002
- CFDA awards: Marc Jacobs short film
- Short Film „Can I Own Myself“ Kate Moss

## Ausstellungen (Auswahl)

### Einzelausstellungen
- Juergen Teller. Photographers Gallery, London, 1998.
- Pitti Immagine Discovery. Florenz, 1999.
- Juergen Teller. Lehmann Maupin Gallery, New York, 2000.
- Märchenstüberl. München, Essen, Bologna, Haarlem, 2002/2003.
- Zwei Schäuferle mit Kloß und eine Kinderportion Schnitzel mit Pommes Frites, Contemporary Fine Arts, Berlin, 2003.
- Don’t suffer too much, Milton Keynes Gallery, Milton Keynes, 2003.
- Tracht, Kunsthalle Mannheim, Mannheim, 2003.
- Daddy You´re so cute, Lehmann Maupin, New York, 2003.
- Ich bin vierzig. Kunsthalle Wien, 2004.
- Go-sees and World cup final, Germany v Brazil 0-2, Temple Bar Visual Arts, Dublin, 2004.
- The Master, Modern Art, London, 2004.
- Louis XV, Contemporary Fine Arts, Berlin, 2005.
- Do you know what I mean, Fondation Cartier, Paris, 2006.
- Awailable, Inverleith House, Edinburgh, Schottland, 2007.
- Ukraine, Lehmann Maupin, New York, USA, 2008.
- Nürnberg, Galerist, Istanbul, Türkei, 2008.
- Teller, Frans Hals Museum, Haarlem, Niederlande, 2009.
- Juergen Teller. Logisch!, Kunsthalle Nürnberg, 2009/2010.
- Juergen Teller: Woo![8], Institute of Contemporary Arts, London, 2013.
- Juergen Teller. Enjoy Your Life!, Kunst- und Ausstellungshalle der Bundesrepublik Deutschland, 2016; Martin-Gropius-Bau, Berlin 2017 (Kuratorin Susanne Kleine).
- JUERGEN TELLER, Kunstpalais Erlangen, 22.01. – 23.04.2017
- Juergen Teller, i need to live, Grand Palais Ephémère, Paris, 16.12.2023 – 09.01.2024
- Where we come from, Kunstpalais Erlangen, 16.06 – 06.10.2024
- Auschwitz Birkenau, Kunsthaus Göttingen, 27.03. – 01.06.2025

### Gruppenausstellungen
- Jam, Barbican Exhibition, London, 1996
- New Universe, Biennale di Firenze, Florenz, Italien, 1996
- Mayday communities, Photographers Gallery, London, 1999
- Remake Berlin. Fotomuseum Winterthur, 2000
- 90 × 60 × 90, Museo Jacobo Borges, Caracas, Venezuela, 2000
- Living in the Real World, Museum Dhondt-Dhaenens, Belgium, 2000
- Empresa Fotografica, Programa Centro de Arte, Mexiko-Stadt, 2000/2001
- Century Cities. Tate Modern, London, 2001
- Citibank Photography Prize 2003, u. a. Düsseldorf, 2003
- The Fleeting Moment Between Photography and Cinema, Fondazione Torino Museum, Turin, Italien, 2003
- Fashioning Fiction: Photography since 1990, MOMA, Museum of Modern Art, New York, 2004
- Il Nudo, Galleria d’arte moderna di Bologna, Bologna, Italien, 2004
- Das Gelände, Kunsthalle, Nürnberg, 2008
- NOT IN FASHION. Mode und Fotografie der 90er Jahre, Museum für Moderne Kunst (MMK), Frankfurt am Main, 2010[9]

## Auszeichnungen
- Citibank Photography Prize 2003

## Öffentliche Sammlungen
- Bank Hofmann AG, Zürich
- Sammlung der Deutsche Börse Photography Foundation, Frankfurt a. M.
- Fotomuseum im Münchner Stadtmuseum, München
- Frans Hals Museum, Haarlem
- Museum Folkwang, Essen
- Museum Morsbroich, Leverkusen
- Sammlung F.c. Grundlach, Hamburg
- MMK Museum für Moderne Kunst, Frankfurt a. M.